# Maurina (Spormaggiore)
Maurina (Maurina o Morìna in noneso) è una frazione del comune di Spormaggiore in provincia autonoma di Trento.

## Origini del nome

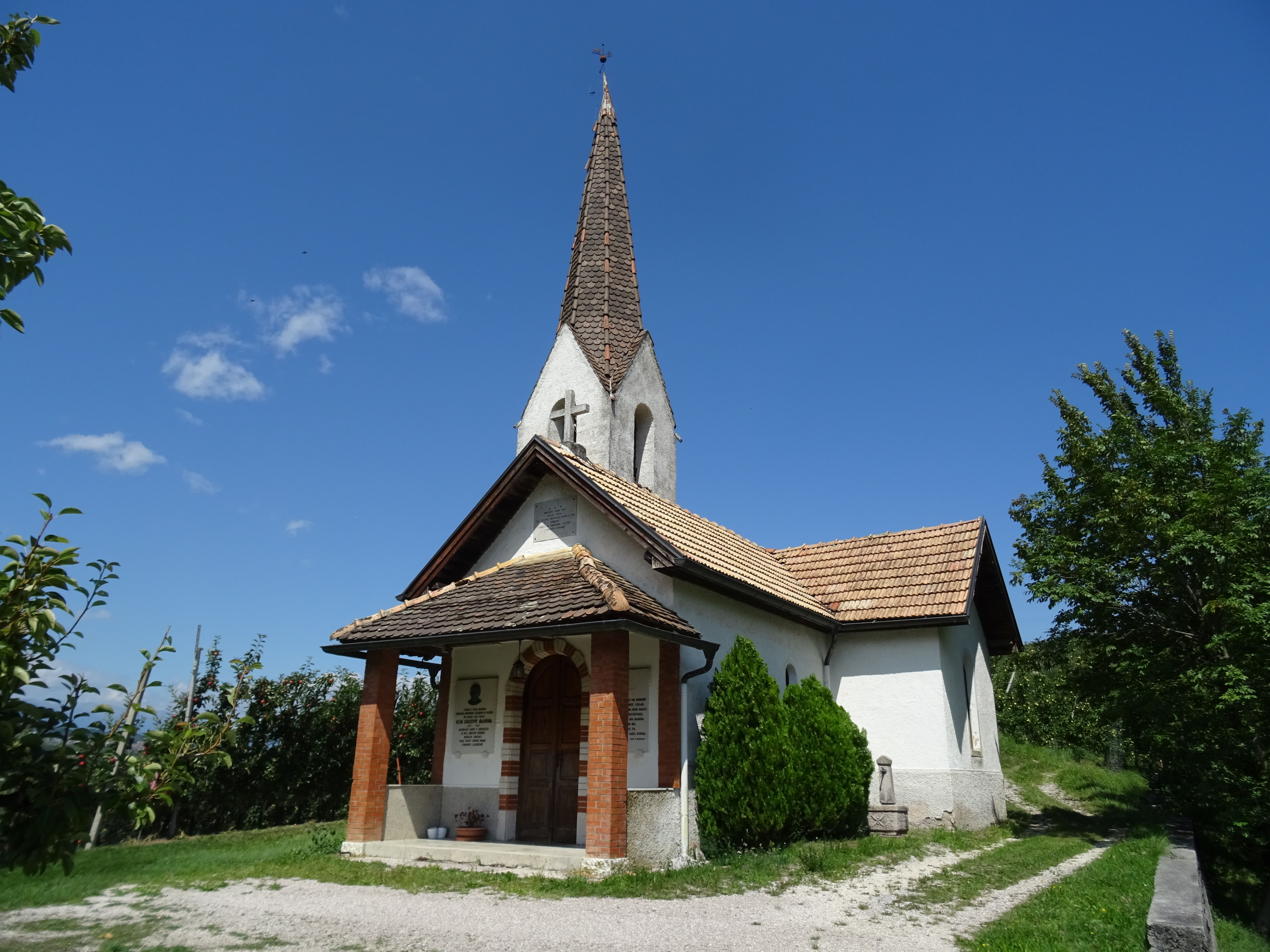
La chiesa dell'Immacolata di Lourdes a Maurina

Secondo una leggenda il nome della località deriverebbe dal nome di Maura, figlia segreta del conte Spaur di Castel Sporo (detto anche Castel Sporo Rovina) e di una donna del posto da cui appunto nacque Maura, di qui il nome Maurina oppure Morina, con "au" che diventa "o"). Secondo altre varianti anziché della figlia si sarebbe trattato dell'amante. Il territorio di Maurina costituirebbe un lascito fatto dallo stesso conte a Maura. A tal proposito è significativa la frase che accoglie i viandanti nell'ingresso del caratteristico portico: "... benedici Maria la tua Maurina figlia antica di castel Rovina... della Marnara sei la Regina".

## Storia
Nel 1782 Maurina contava 30 persone, distribuite in sei famiglie.
Nel 1909 raggiunse il massimo del suo limite demografico con 129 persone. A partire dalla prima guerra mondiale cominciò lo sfollamento.